# Ameries diskografi
Det här är en heltäckande lista över officiella skivsläpp av den amerikanska R&B-sångerskan Amerie. 
Ameries debutalbum All I Have certifierades guld i USA. Dess ledande singel "Why Don't We Fall In Love" placerade sig på plats 23 på Billboard Hot 100 och även singeln "Talkin' to Me" tog sig in på Billboardlistan och nådde plats 51. Amerie är kanske mest känd för sin hitlåt "1 Thing" från hennes andra album Touch. Skivan är sångerskans bäst listplacerade och bäst säljande musikalbum hittills i karriären. Ameries tredje studioalbum Because I Love It förblev delvis outgivet i USA på grund av ett struligt klimat hos Columbia Records efter en ny bolagschef. Det hiphopinspirerade musikalbumet blev dock sångerskans hittills mest kritikerrosade försök. Dess ledande singel "Take Control" misslyckades att ta sig in på någon av de populäraste musiklistorna i USA men blev en topp-tio hit i Storbritannien. För hennes senaste album, In Love & War, märktes ett större kommersiellt förfall och albumet misslyckades att sälja eller prestera nämnvärt internationellt. Amerie arbetar för närvarande på sitt femte studioalbum vid namn Cymatika Vol. 1.
Amerie har till dagens dato sålt över 4 miljoner album internationellt.

## Album

### Studioalbum
| År   | Titel                                                                                    | Listpositioner | Listpositioner | Listpositioner | Listpositioner | Listpositioner | Certifikat               | Försäljning                     |
| År   | Titel                                                                                    | U.S.           | U.S. R&B       | UK             | JAP            | FRA            | Certifikat               | Försäljning                     |
| ---- | ---------------------------------------------------------------------------------------- | -------------- | -------------- | -------------- | -------------- | -------------- | ------------------------ | ------------------------------- |
| 2002 | All I Have - Släppt: 30 juli 2002 - Skivbolag: Columbia, Rise - Format: CD               | 9              | 2              | —              | 181            | —              | - USA: Guld              | - USA: 663 000 - Globalt:1 000  |
| 2005 | Touch - Släppt: 26 april 2005 - Skivbolag: Columbia - Format: CD                         | 5              | 3              | 28             | 13             | 59             | - USA: Guld - UK: Silver | - USA: 500 000 - Globalt: 1 000 |
| 2007 | Because I Love It - Släppt: 28 april 2007 - Skivbolag: Columbia - Format: CD             | —              | —              | 17             | 13             | 159            | - Storbritannien: Silver | - Globalt: 250 000              |
| 2009 | In Love & War - Släppt: 3 november 2009 - Skivbolag: Feenix Rising, Def Jam - Format: CD | 46             | 3              | —              | 89             | TBD            |                          | - USA: 51 000                   |

### Samlingsalbum
| År   | Titel                                                                       | Listpositioner | Listpositioner | Listpositioner | Listpositioner | Listpositioner |
| År   | Titel                                                                       | U.S.           | U.S. R&B       | UK             | JAP            | FRA            |
| ---- | --------------------------------------------------------------------------- | -------------- | -------------- | -------------- | -------------- | -------------- |
| 2008 | Playlist: The Very Best of Amerie - Släppt: 21 oktober 2008 - Format: CD    | —              | —              | —              | —              | —              |
| 2009 | Best 15 Things - Släppt: 18 mars 2009 (endast utgivet i Japan) - Format: CD | —              | —              | —              | 269            | —              |

## Musiksinglar
| År   | Titel                       | Album                           | Listpositioner | Listpositioner | Listpositioner | Listpositioner | Listpositioner | Listpositioner | Listpositioner | Listpositioner | Listpositioner | Listpositioner | Listpositioner | Listpositioner | Listpositioner |
| År   | Titel                       | Album                           | USA            | USA (R&B)      | EU             | AUS            | FRA            | TYS            | IRL            | NED            | FIN            | NOR            | NZ             | SCH            | UK             |
| ---- | --------------------------- | ------------------------------- | -------------- | -------------- | -------------- | -------------- | -------------- | -------------- | -------------- | -------------- | -------------- | -------------- | -------------- | -------------- | -------------- |
| 2002 | "Why Don't We Fall In Love" | All I Have                      | 23             | 9              | —              | 73             | —              | —              | —              | —              | —              | —              | —              | —              | 40             |
| 2003 | "Talkin' to Me"             | All I Have                      | 51             | 18             | —              | —              | —              | —              | —              | —              | —              | —              | —              | —              | —              |
| 2003 | "I'm Coming Out"            | Kärleken checkar in (filmmusik) | —              | —              | —              | 66             | —              | —              | —              | 69             | —              | —              | —              | —              | —              |
| 2005 | "1 Thing"                   | Touch                           | 8              | 1              | 13             | 13             | 35             | 34             | 6              | 12             | 5              | 10             | 12             | 28             | 4              |
| 2005 | "Touch"                     | Touch                           | 99             | 84             | 66             | 33             | —              | —              | 8              | 50             | —              | —              | —              | 43             | 19             |
| 2006 | "Take Control"              | Because I Love It               | —              | 66             | 25             | —              | 52             | 64             | 23             | —              | 9              | 19             | 40             | 67             | 10             |
| 2007 | "Gotta Work"                | Because I Love It               | —              | —              | 69             | —              | —              | —              | 30             | —              | —              | —              | —              | —              | 21             |
| 2009 | "Why R U"                   | In Love & War                   | —              | 55             | —              | —              | —              | —              | —              | —              | —              | —              | —              | —              | —              |
| 2009 | "Heard 'em All"             | In Love & War                   | —              | 81             | —              | —              | —              | —              | —              | —              | —              | —              | —              | —              | —              |
|      |                             |                                 | USA            | USA (R&B)      | EU             | AUS            | FRA            | TYS            | IRL            | NED            | FIN            | NOR            | NZ             | SCH            | UK             |
|      |                             | Listettor                       | —              | 1              | —              | —              | —              | —              | —              | —              | —              | —              | —              | —              | —              |
|      |                             | Topp 10 hits                    | 1              | 2              | —              | —              | —              | —              | 2              | —              | 2              | 1              | —              | —              | 2              |

### Marknadsföringssinglar
| År   | Titel             | Album             | Listpositioner | Listpositioner | Listpositioner | Listpositioner | Listpositioner | Listpositioner | Listpositioner | Listpositioner | Listpositioner | Listpositioner | Listpositioner | Listpositioner | Listpositioner |
| År   | Titel             | Album             | USA            | USA (R&B)      | EU             | AUS            | FRA            | TYS            | IRL            | NED            | FIN            | NOR            | NZ             | SCH            | UK             |
| ---- | ----------------- | ----------------- | -------------- | -------------- | -------------- | -------------- | -------------- | -------------- | -------------- | -------------- | -------------- | -------------- | -------------- | -------------- | -------------- |
| 2005 | "Talkin' About"   | Touch             | —              | 102            | —              | —              | —              | —              | —              | —              | —              | —              | —              | —              | —              |
| 2007 | "Crush"           | Because I Love It | —              | —              | —              | —              | —              | —              | —              | —              | —              | —              | —              | —              | —              |
| 2007 | "That's What U R" | Because I Love It | —              | —              | —              | —              | —              | —              | —              | —              | —              | —              | —              | —              | —              |
| 2009 | "More than Love"  | In Love & War     | —              | —              | —              | —              | —              | —              | —              | —              | —              | —              | —              | —              | —              |
| 2009 | "Pretty Brown"    | In Love & War     | —              | 78             | —              | —              | —              | —              | —              | —              | —              | —              | —              | —              | —              |